# 奧里希夫戰役
自2022年俄羅斯入侵烏克蘭以來，烏克蘭扎波羅熱州的奧里希夫市經常遭到俄羅斯部隊的砲擊。

## 背景
在入侵的最初幾天，俄羅斯軍隊就佔領了南部的許多城鎮，包括梅利托波爾市 別爾江斯克市 和埃內爾霍達爾市。 奧里希夫及其周圍村莊遭到猛烈炮火和空襲，但俄軍未能攻占。

## 炮擊
5月7日，烏克蘭消息人士稱，俄軍砲擊了該市的醫院。 此後，大量報導稱，俄羅斯的砲擊對該市造成了嚴重損失，5月21日摧毀了該市的體育館和市議會。
6月26日，俄羅斯對奧里希夫發動攻擊，一名婦女的房屋被砲彈擊中身亡，她受傷的丈夫被送往醫院。 俄軍對奧里希夫和普列奧布拉任卡的進一步砲擊導致多名老年居民受傷，一人死亡。
2023年7月10日，一枚俄羅斯滑翔炸彈襲擊了一座用於分發援助物資的學校建築，造成7人死亡、11人受傷。烏克蘭總檢察長辦公室表示，該事件正以戰爭罪進行調查。
2024年2月21日，一枚550磅重的俄羅斯滑翔炸彈炸穿了位於奧里希夫市中心的聖母代禱教堂的圓頂。爆炸導致彩色玻璃窗被摧毀，彈片散落在整棟建築上。據報道，耶穌的聖像在爆炸中倖存下來。